# Велике Тресно
Велике Тресно (рос. Большое Тресно) — присілок в Дновському районі Псковської області Російської Федерації.
Населення становить 61 особу. Входить до складу муніципального утворення Муніципальне утворення Дно.

## Історія
Від 2015 року входить до складу муніципального утворення Муніципальне утворення Дно.

## Населення
| 2001 | 2002 | 2010 |
| ---- | ---- | ---- |
| 81   | ↘70  | ↘61  |